# Евпатория (курорт)
Евпато́рия — курортно-реабилитационный комплекс, — курорт, расположенный в живописном, богатом природными лечебными ресурсами районе на Западном побережье Крыма в городе Евпатории и его окрестностях. Один из старейших курортов, известных с древнейших времён.

## История
С глубокой древности известны местные целебные грязи. О них упоминали античные авторы — Геродот (V в. до н. э.), Плиний Старший (I в. н. э.), Клавдий Птолемей (II в. н. э.). В Средневековье грязелечением занималось мусульманское духовенство.

### До революций 1917 года
С Мойнакской грязелечебницы начинается правильное грязелечение под руководством врача. А первые санатории появляются в XX столетии. Вслед за «Приморским» (позже имени Ленина, а с 90-х годов XX века снова «Приморский»), открытым в 1905 г., последовал «Таласса» (был построен архитектором Симой Исааковичем Минашем в 1911 г. и разрушен во время Великой Отечественной войны), затем «Гелиос». От «Приморского» ведёт свою родословную климатический курорт; на базе санатория «Таласса» была создана биоклиматическая станция, санаторий стал впоследствии центром по лечению костно-суставного туберкулёза. Немалое значение в развитии курорта имели лечебницы-пляжи «Соляриум», «Санитас», деятельность врачей В. Е. Перчихина, С. О. Черкеса, Л. Л. Лютровник, Г. А. Галицкой, Б. И. Казаса, широко практиковавших песочные, солнечные, воздушные и морские ванны.
Тем ростом экономики и самого города, который наметился в конце XIX века, Евпатория обязана развитию курорта. После постройки Мойнакской грязелечебницы, очень быстро завоевавшей себе громкую репутацию, поток отдыхающих стал увеличиваться. Евпатория начинает входить в моду как дачное место. Западная часть побережья в короткий срок застраивается дачами и особняками. Здесь начинают разводить сады и парки.
| - Грязелечебница «Мойнаки» - Санаторий «Приморский» - Лечебница-пляж «Санитас» - Санаторий «Таласса» |

В отличие от старой части города строительство нового дачного посёлка находилось под определённым контролем городской думы и главного архитектора Евпатории. Благодаря этому район имеет четкую планировку: прямые строения, параллельные и перпендикулярные друг к другу улицы. Однако общий вид дачного района был довольно пестрый. В нём не ощущалось ни единого замысла, ни гармонии. В 1916 г., описывая эту часть Евпатории, преподаватель местной гимназии В. Штифтар отмечал: «Большинство дач, за небольшим исключением, прежде всего доходные статьи их владельцев… у строителей и собственников не чувствуется любви к архитектурному пейзажу и природе».
Строительство дач началось на обширной территории в 400 десятин примерно с 1894 г. В плане архитектурном они представляли собой два типа построек — дачи-кабинки и дачи-особняки. Наиболее характерны для курорта того времени дачи-кабинки: по сторонам прямоугольной площади тянулся длинный ряд кабинок, обычно не отличающихся ни оригинальностью форм, ни планировкой. Особняки выделялись более разнообразной, порой весьма прихотливой архитектурой. В большинстве случаев преобладал восточный, так называемый мавританский стиль, множество особняков было построено в стиле «модерн» и несколько — в античном. Как правило, дачи-особняки утопали в зелени садов с многочисленными аллеями, клумбами, фонтанами.
Главным ритмическим элементом местной застройки, характеризующим дачный пейзаж в Евпатории, была вышка. Эта архитектурная деталь венчала почти все особняки. С вышки открывался чудесный вид на море, даже если дача находилась вдали от него.

### Советский период
Установление Советской власти и ленинский декрет «Об использовании Крыма для лечения трудящихся» положили начало новому уровню развития курорта. Курорт развивался огромными темпами. Целебные свойства курорта теперь использовались для восстановления трудоспособности трудящихся Страны Советов.
Дачи и особняки бывших помещиков и капиталистов были приспособлены под санатории и дома отдыха. Первыми отдыхающими стали раненые солдаты с фронтов гражданской войны, крестьяне, рабочие.
С каждым годом росло количество санаториев и увеличивался поток приезжающих. В 1924 г. евпаторийский курорт принял 7000 больных, а в 1925-м — 13 000, в 1926 г. — 22 000. Перед войной здесь ежегодно лечилось более 50 000 человек.
Растет число санаториев для лечения костно-суставного туберкулёза. Год 1923 положил начало плановой организации лечения этой болезни — в санаториях «Таласса» (позже он стал имени Семашко) и имени 1 Мая. Замечательные результаты, достигнутые на евпаторийском курорте, способствовали организации новых здравниц этого профиля: «Коммунар», имени Красных партизан, «Пионер», имени Крупской, имени Дзержинского, «Пролетарий», имени 13-летия РККА, имени Р. Люксембург, «Чайка» и др.
Ведущим научно-лечебным учреждением стал санаторий имени Семашко. В 1927 г. он был преобразован в клинику, где велась большая научно-исследовательская работа, готовились кадры врачей-специалистов по костно-суставному туберкулёзу.
В 30-е годы решался вопрос о медицинском профиле евпаторийского курорта. Природные факторы создают отличные условия для лечения костно-суставного туберкулёза и других заболеваний у детей. На проходившем в 1933 г. в Ленинграде съезде педиатров была высказана мысль об организации в Евпатории образцовой детской здравницы. Более конкретно об этом говорили специалисты на научной конференции в Евпатории, проходившей в том же году.
Конференция решила, что среди городов Евпатория, Одесса, Анапа и из южнобережных — наиболее подходит для организации детского курорта Евпатория. Именно здесь идеальное сочетание климатических и бальнеологических факторов, способствующих исцелению от самых тяжёлых болезний. К тому же в Евпатории нет ни москитов, как на Южном берегу, ни комаров, как в Анапе. В 1936 г. правительство приняло решение определить место строительства всесоюзного детского курорта в Евпатории. В 1938 г. утверждён план генеральной реконструкции города.
C 1936 г. и до начала Великой Отечественной войны отмечается быстрым ростом и расцветом евпаторийского курорта. В его развитие, в изучение богатейших лечебных ресурсов большой вклад внесли крупные учёные: Герой Социалистического Труда академик Н. Н. Бурденко, академик И. П. Корнев, лауреат Ленинской премии М. П. Чумаков, С. С. Налбандов, Н. Н. Дитерихс . В 20-е годы нужно было решать первоочередную задачу — исследовать и научно обосновать действие природных факторов курорта. Эту работу возглавил заслуженный деятель науки РСФСР профессор А. К. Шенк, бывший в течение 15 лет (1923—1937) научным руководителем курорта, создал в санатории «Таласса» (имени Н. А. Семашко) первый в городе научно-методический центр. Под руководством учёного выходил сборник «Acta Eupatorica», где обобщались результаты лечения костно-суставного туберкулёза. Работали здесь профессора А. Н. Бойко, П. С. Медовиков, А. 3. Соркин, С. Л. Трегубов, В. А. Яковенко.
Перед Великой Отечественной войной евпаторийский курорт имел 19 санаториев для взрослых и 16 для детей и принимал одновременно более 7 тысяч человек.
В первые послевоенные годы — разруха, нехватка самого необходимого. Свыше ста черкасовских бригад восстанавливали здравницы, разрушенные дома, благоустраивали город. Благодаря их труду уже к 1 июля 1945 г. в Евпатории действовало 14 санаториев, принимавших 2885 человек, через год — 19, количество мест возросло до 3300. В 1947 г. функционировало 24 санатория.
В 50—60-х годах шло массовое строительство пионерских лагерей, причём большая их часть (21 из 30) — санаторного типа. Расположены они главным образом в районе санатория «Чайка».
Открыта новая водолечебница. В новой водолечебнице 110 ванн и два плавательных бассейна — для детей и для взрослых. Здесь размещаются гидропатическое отделение с душами и подводным массажем, кабинеты для лечения болезней обмена веществ, ингаляторий.
К 50-м годам туберкулёз в СССР был практически ликвидирован. Изменился профиль многих санаториев и других лечебных учреждений. Например, клиника костно-суставного туберкулёза стала лечить детей с последствиями полиомиелита.
К 80-м годам XX века в городе действовало 78 санаторно-курортных учреждений на 33 тысячи мест. Из них 20 санаториев для детей, 30 пионерских лагерей, а также два санатория, пять пансионатов, тургостиница для родителей с детьми. По путёвкам и курсовкам здесь отдыхали и лечились ежегодно около 300 тысяч человек. Кроме того, около миллиона отдыхающих прибывало без курсовок и путевок. Популярное место отдыха автотуристов, пляж «Солнышко», было благоустроено — подведен водопровод, сооружены кухни и туалеты. За 1974—1978 гг. на курорте отдохнули и укрепили своё здоровье свыше 6 миллионов человек.
| - Евпатория. Курортная поликлиника - Главный корпус санатория, построенного в 1950-е годы - Курортная гостиница «Евпатория», построена в 1980-е годы |

### Современное состояние

#### Украина
После 1991 года использование туристической инфраструктуры СССР стало проблемным. Стоимость путевок в 1990-е годы была высока при негарантированном сервисе. В итоге, в начале 90-х конкуренция со стороны зарубежных курортов привела к резкому сокращению отдыхающих по путёвкам.
На данный момент наиболее устойчивым видом рекреации в Евпатории остаётся лечебный туризм. Санаториям Евпатории удалось сохранить свои кадры, особенно в области травматологии, где основу профессионалов составляют военные врачи, прошедшие Афганистан.
В 2011 году в восточной части Евпатории началось возведение, но не осуществлено, современного курортного комплекса по типу турецкой Антальи (отели, центры отдыха, элитное жильё).
Популярным местом «дикого» отдыха являются пляжи у пгт Заозёрное и села Молочное.

#### Российская Федерация
По состоянию на 2020 год на территории городского округа Евпатория действуют 46 санаториев.

## Учреждения санаторно-курортного комплекса города Евпатории
Территория, занятая санаториями и домами отдыха, расположена в юго-западной части Евпатории. Границы — Чёрное море, морской порт, проспект Ленина, озеро Мойнаки. Количество мест в санаториях — около 30000.
Центральный детский клинический санаторий Министерства обороны
Бывший Детский санаторий Министерства обороны СССР, расположен на месте древней Керкинитиды. 21 декабря 1920 г., здесь была организована Военно-курортная станция Крыма, первое санаторно-курортное учреждение молодой Красной Армии. Станция имела 50 мест для раненых командиров, изолированный пляж и ванное отделение.
В 1932 г. здравницу передали детям, больным костно-суставным туберкулёзом, остаточными явлениями полиомиелита, спастическими параличами и другими органическими поражениями центральной нервной системы. После войны к старым зданиям прибавились новые
.
За 60-70-е санаторий стал одной из лучших детских здравниц города. Одновременно в нём могут лечиться 600 детей, страдающих костно-суставным туберкулёзом, с последствиями заболеваний центральной и периферической нервной системы, нетуберкулёзными заболеваниями органов движения, ревматизмом, болезнями органов дыхания.
Санаторий функционирует круглый год. В нём имеются отделения: терапевтическое, хирургическое, инфекционное, диагностическое и лечебное с соответствующими кабинетами. Есть хорошо оборудованный пляж, отличные климатопавильоны, источник минеральной хлориднонатриевой воды, которая широко применяется в лечении наряду с грязью Сакского озера. Хорошие результаты даёт климатолечение: воздушные и солнечные ванны, водные процедуры. С санаторием связаны имена Э. В. Хоменко, А. С. Ильченко, В. Ю. Познанского, А. Ю. Зоненко.
Собственник — Министерство обороны Российской Федерации.
Санаторий «Евпатория»
Объединённый санаторий «Евпатория» Главного медицинского центра Службы Безопасности Украины основан в июле 1936 г. Был рассчитан на 150 мест. После войны санаторий лежал в развалинах. Три года ушло на восстановительные работы; здравницу пришлось строить заново. Сооружены три современных спальных корпуса, а в 1960 г.— лечебный корпус с основными лечебно-диагностическими кабинетами и клуб на 360 мест. Имеется благоустроенный пляж с климатопавильоном.
В 70-х санаторий стал объединённой здравницей — ему были переданы пионерские лагеря «Огонек» и «Дзержинец». Специализация на лечении детей в возрасте от 6 до 14 лет, страдающих ревматизмом, хроническим воспалением легких, бронхиальной астмой, рецидивирующим полиартритом, заболелеваниями ЛОР-органов.
Собственник — ФСБ России.
Санаторий «Звёздочка»
В 1920 г. был основан детский санаторий Общества Красного Креста для лечения детей дошкольного возраста. Четыре года спустя вступило в строй второе его отделение, находившееся на территории нынешнего санатория «Звездочка». Здесь лечились дети младшего школьного возраста с заболеваниями костей нетуберкулёзного характера, болезнями общесоматическими, а также туберкулёзом лимфатических узлов.
В 1929 г. санаторий переключился на лечение костного туберкулёза, а через два года стал детским костнотуберкулёзным имени 13-летия РККА. С 1956 г. перешёл на новый профиль — лечение детей с остаточными явлениями полиомиелита. С мая 1960 г. находится в ведении Ялтинского (затем — Евпаторийского) управления санаториями Минздрава УССР и с тех пор носит нынешнее своё название.
Специализация на лечении детей дети от 3 до 14 лет с хроническим гематогенным остеомиелитом. Для их лечения широко применяются энзимотерапия, физиотерапия, лечебная физкультура, массаж. Санаторий «Здравница» создавался сразу после войны. В 1947 г. здесь приняли первую партию больных — 60 детей в возрасте от 5 до 15 лет, страдающих инфекционным неспецифическим полиартритом.
Собственник — Министерство здравоохранения РК.
Евпаторийский военный санаторий
Военный санаторий — основан в 1959 г., когда в июле начались работы по переоборудованию здания бывшего артиллерийского училища под лечебно-оздоровительное учреждение. Здесь одновременно проходили лечение 200 человек. В 1966—1967 гг. реконструировали главный корпус. Значительно увеличилась площадь санатория после того, как в его ведение был передан пансионат с жилым фондом и большой территорией, а на улице Фрунзе был достроен из стекла и бетона спальный корпус на 500 мест.
Специализация на лечении заболеваний органов кровообращения, пищеварения, обмена веществ, эндокринной системы, костно-мышечной системы, периферической нервной системы, гинекологических болезней.
Собственник — Минобороны РФ.
Санаторий «Таврида»
Бывший санаторий имени XX съезда КПСС. Построен в 1956 г. по проекту известного советского архитектора академика И. В. Жолтовского. Первоначальный профиль здравницы — заболевания опорно-двигательного аппарата, гинекологические и нервные болезни.
С 1967 г. в ней лечатся подростки в возрасте от 15 до 17 лет, страдающие ревматизмом и болезнями опорно-двигательного аппарата.
Собственник — частная компания.
Санаторий «Искра»
Санаторий «Искра». Открыт в 1944 г., сразу же после освобождения Евпатории от немецко-фашистских захватчиков. Управление Приднепровской железной дороги, прислало строительную бригаду и группу медиков и уже в конце декабря 1944 г. санаторий смог принять 60 ребят-дистрофиков, переживших ужасы войны и оккупации.
Одновременно продолжалось строительство. В 1947 г. был сдан в эксплуатацию первый спальный корпус на 100 мест, затем лечебный павильон, а через 2 года лечебное отделение на 50 коек.
В 1956 г. санаторий полностью переходит на лечение последствий полиомиелита. Вскоре появляются новые здания: лечебно-диагностический корпус, водогрязелечебница, зал лечебной физкультуры, ингаляторий, физиотерапевтический кабинет, УВЧ, рентгенкабинет и др. Оборудован детский спортивный городок.
Санаторию одному из первых на евпаторийском курорте было присвоено звание коллектива коммунистического труда. В 1960 г. санаторий перепрофилирован. Специализация на лечении детей в возрасте от 3 до 14 лет с церебральным параличом и другими заболеваниями центральной и периферической нервной системы.
Собственник — минздрав РК.
Санаторий имени Н. К. Крупской
Санаторий имени Н. К. Крупской открылся в курортный сезон 1926 г. В ту пору принять мог около 100 детей. Расположенный в бывших дачах богача Новицкого, санаторий состоял тогда из двух отделений: костного и железистого туберкулёза. Для лечения этих заболеваний здесь идеальные условия — море, прекрасный пляж, парк.
К 1937 г. количество мест возросло до 300. Здравница превратилась в передовое, хорошо оснащенное оборудованием лечебное предприятие. В 1958 г. её объединили с соседним санаторием «Красный партизан».
Специализация на лечении детей в возрасте от 7 до 16 лет, страдающих косно-суставным туберкулёзом и различными заболеваниями опорно-двигательного аппарата.
Собственник — минздрав РК.
Санаторий «Приморский»
Бывший санаторий имени Владимира Ильича Ленина — первый на евпаторийском курорте — основан в 1905 г. и вначале назывался «Приморским». Располагался в прекрасном парке возле моря. Здесь впервые в Евпатории стали использовать такие лечебные факторы, как солнце, воздух и море, впервые вошли в практику гидролектросветотерапевтичеекие процедуры.
В 1921 г. санаторию было присвоено имя Владимира Ильича Ленина, здравница получила самое совершенное по тому времени медицинское оборудование. В его ведении находилась водолечебница с двумя отделениями, электролечебный кабинет, лаборатория для производства простейших клинических анализов, великолепный пляж с двумя отделениями, спортплощадка.
Санаторий предназначался для оказания всех видов физио-терапевтической помощи, особенно для больных с неорганическими заболеваниями нервной системы.
Послевоенный период здравница принимает родителей с детьми в возрасте от 4 до 14 лет, страдающими последствиями ревматизма в межприступном периоде и заболеваниями верхних дыхательных путей. С 90-х годов снова «Приморский».
Собственник — частная компания.
Санаторий имени Розы Люксембург
Санаторий имени Розы Люксембург — один из старейших на курорте — основан в 1921 г. как женский. Поначалу рассчитан был на 100 мест. Сильно пострадал за время оккупации, но уже в 1946 г., восстановленный и преобразованный в детскую здравницу, принял первых 100 подростков, больных костным туберкулёзом. В дальнейшем некоторое время функционировал как пансионат. В 1966 г. после капитального ремонта здравница снова меняет профиль: отныне это санаторий для родителей с детьми на 350 мест. Дети и родители живут вместе в комнатах, которые рассчитаны на двух-четырёх человек. Корпуса санатория находятся недалеко от моря, в хорошем тенистом парке.
Здесь лечат ревматизм в межприступном периоде, заболевания верхних дыхательных путей у детей и опорно-двигательного аппарата у взрослых.
Ликвидирован. На территории аквапарк.
Санаторий имени И. А. Наговицына
Строительные работы начались в первой половине 50-х годов, когда Украинскому обществу слепых был выделен для застройки участок близ одноимённого санатория, разрушенного фашистами. Поначалу ещё недостроенная здравница функционировала как дом отдыха, за-тем как пансионат, где лечились взрослые и дети.
20 апреля 1969 г. состоялось открытие первой очереди санатория. Были построены корпуса — спальный на 100 мест, лечебный и административный, клуб-столовая, а затем ещё дна корпуса.
Санаторий был единственный в УССР и одна из трёх в СССР здравниц, где лечат людей, потерявших зрение.
Собственник — частная организация.
Санаторий «Октябрь»
Санаторий «Октябрь» основан в 1940 г. Вскоре после открытия началось строительство второй очереди санатория, которое было прервано войной. После освобождения пришлось восстанавливать заново. Уже 16 августа 1945 г. коллектив санатория встречал больных — 70 человек.
В 1954—1956 гг. по проекту архитектора В. Турчанинова была построена вторая часть архитектурного ансамбля — клуб-столовая. На этом реконструкция в основном была закончена. За время своего существования здравница сменила несколько наименований. Первоначально она называлась санаторием наркомата боеприпасов, позже «Евпатория» и наконец, после реконструкции, «Октябрь». Санаторий специализируется на лечении страдающих заболеваниями опорно-двигательного аппарата не туберкулёзного характера. В данный момент санаторий сгорел и не представляет какой-либо ценности.
Санаторий «Орлёнок»
Санаторий «Орлёнок». Превосходные результаты лечения в двух костнотуберкулёзных санаториях (имени Семашко и имени 1 Мая) послужили толчком для создания санаториев подобного направления. Один из них — «Пионер» — был основан в 1932 г. на дачах, принадлежавших до революции богачам. Функционировал он круглый год и был рассчитан на 300 коек.
Во время войны санаторий сильно пострадал. Были выделены большие средства для восстановления полуразрушенных корпусов и постройку новых зданий. После реорганизации санатория в клинический были созданы лечебно-диагностические, хирургические и другие кабинеты. В конце 50-х годов его объединили с санаторием «Пролетарий», а с начала 60-х годов он носит нынешнее название.
В 1977-м построен новый корпус, в котором размещаются изолятор, физиотерапевтический кабинет, конференцзал, различные служебные кабинеты.
Специализируется на лечении детей в возрасте от 2 до 7 лет, больных костно-суставным туберкулёзом, сколиозами, остеохондропатиями, асептическим некрозом головки бедра после вправления врождённого вывиха.
Собственник — минздрав РК.
Санаторий «Прибой»
Санаторий «Прибой», нервно-соматического типа, открылся 1 октября 1947 г. В ту пору здесь лечились одновременно 200 больных летом и 120 зимой. Размещались они в 6 корпусах. Один из крупнейших санаториев Евпатории.
Собственник — минздрав РК.
Санаторий «Родина»
В 1921 г. на базе частного пансиона в районе грязелечебницы «Мойнаки» был основан санаторий того же названия. Здесь лечились взрослые, главным образом инвалиды гражданской войны, нуждавшиеся в грязелечении. В санатории продолжительное время находился советский писатель Николай Островский.
В 1958 г. санаторий был передан детям и получил название «Родина». Специализируется на лечении детей от 3 до 14 лет с последствиями энцефалитов и другими поражениями центральной и периферической нервной системы и церебральным параличом.
Собственник — минздрав РК.
Санаторий «Радуга»
Бывший санаторий имени Сакко и Ванцетти — бывший «Шайтан» — основан в 1922 г. на дачах богачей. Предназначался исключительно для мужчин, нуждавшихся в грязелечении, и был рассчитан на 142 места.
Нынешнее своё название носит с 1927 г. В 1937 г. здесь одновременно лечилось 250 человек. Во время войны санаторий сильно пострадал. Но уже в ноябре 1945 г. восстановление его и основном было закончено, а в декабре он принял больных — первые 100 человек. В 1948 г. вступили в строй два новых корпуса, через два года количество мест достигло довоенного. Сюда приезжали люди с заболеваниями опорно-двигательного аппарата, ревматической этиологией.
В 1957 г. санаторий стал детским. Здесь лечат детей в возрасте от 7 до 14 лет с хроническими заболеваниями лёгких и верхних дыхательных путей.
Собственник — минздрав РК.
Санаторий «Смена»
Санаторий «Смена». Основан в 1932 г. для лечения детей и возрасте от 4 до 8 лет. Перед Великой Отечественной войной считался одним из лучших на курорте. Во время войны был сильно разрушен, но уже в 1945 г. принял первых 125 детей, а в 1948 г. снова стал одним из лучших в Евпатории. «Смена» является общетерапевтическим санаторием. Сюда приезжают дети в возрасте от 4 до 14 лет с ревматизмом, ожирением и заболеваниями верхних дыхательных путей.
Собственник — минздрав РК.
Санаторий «Солнечный»
Открыт в 1965 г. для лечения детей, страдающих ревматизмом, психоневрологическими заболеваниями, хронической пневмонией, бронхиальной астмой и другими заболеваниями органов дыхания
Собственник — частная компания.
Санаторий имени 40-летия Октября
Санаторий имени 40-летия Октября — один из старейших на курорте. Основан накануне первой мировой войны в прекрасном месте, среди большого сада. Назывался тогда «Гелиос».
В первые годы Советской власти здравница имела 270 мест. Сюда направлялись люди с заболеваниями нервной системы и нуждающиеся в грязелечении. Во время Великой Отечественной войны санаторий был полностью разрушен. В 1957 г. построен новый санаторий. Превосходные корпуса здравницы возведены по проекту архитектора В. Турчанинова. Применяются грязевые и водные процедуры. Оборудован отличный лечебный пляж, являющийся главной процедурной в летний период.
Собственник — частная компания.
Санаторий «Таврия»
Санаторий общетерапевтического профиля для взрослых, один из лучших в СССР. Основан в 1966 г. Специализируется на лечении страдающих неврологическими, гинекологическими и другими заболеваниями.
Собственник — частная компания.
Санаторий «Ударник»
Санаторий «Ударник» основан в 1928 г. Позднее ему были переданы несколько соседних дач «Ривьера», «Кармен», «Сильва», «Джалита»), принадлежавших до революции местным богачам. Название «Ударник» санаторий получил в честь передовиков первой пятилетки, которые стали первыми её отдыхающими.
До Великой Отечественной войны в пяти корпусах санатория одновременно лечилось 200—225 человек. В начале войны здесь размещался эвакогоспиталь, в июне 1945 г., после восстановления здравницы, прибыли на лечение больные и раненые фронтовики.
В 1958 г. санаторий «Ударник» был объединён с санаторием «Электрик», в результате чего количество корпусов увеличилось до шести. Они расположены на самом берегу моря, среди парка.
Входит в состав санатория Победа.
Санаторий «Чайка»
Санаторий «Чайка» — расположен западнее озера Мойнаки, в восьми километрах от города, недалеко от раскопок греко-скифского укрепления, в пгт Заозёрное. Основан в 1913 г. караимскими благотворителями — супругами Гелелович — для бесплатного лечения детей, страдающих костным туберкулёзом. Со временем здесь вырос посёлок, который вместе с санаторием получил название «Чайка».
С установлением Советской власти дачи перестроили, установили печи, и дети получили возможность лечиться здесь круглый год. Во время войны санаторий очень пострадал. Послевоенная его история начинается с 1946 г., когда вступил в строй главный корпус и были приняты на лечение 100 работников химической промышленности и инвалидов войны. В середине 60-х годов санаторию придан кардиологический профиль, затем, в начале 70-х, открыты психоневрологическое и нефрологическое отделения. Санаторий стал многопрофильной детской здравницей.
Собственник — минздрав РК.
Санаторий «Бригантина»
Собственник — минздрав РК. Расположен в Заозёрном. Введён в эксплуатацию в 1980 м году.
Санаторий «Юбилейный»
Собственник — минздрав РК.
Санаторий «Морской»
Собственник — минздрав РК.
Санаторий «Радуга»
Собственник — минздрав РК.
Санаторий «Лучезарный»
Собственник — минздрав РК.
Детский медицинский центр «Чайка» им. Терешковой
ДМЦ «Чайка» им. Терешковой в советские времена был пионерским лагерем.
Учитывая, что своё название пионерский лагерь получил в честь позывного В. Терешковой, космонавты были частыми гостями.
Собственник — минздрав РК.
Санаторий имени Т. Г. Шевченко
Первоначально санаторий Укрстрахкасс. Создан в 20-х годов на базе дач местных богатеев, после Великой Отечественной войны корпуса пришлось восстанавливать заново. В них был открыт дом отдыха для железнодорожников. В апреле 1961 г. его преобразовали в детский санаторий имени Т. Г. Шевченко.
Собственник — мэрия и правительство Москвы.
Санаторий «Орен-Крым»
Ранее санаторий имени Н. Островского. С начала 2000-х годов находится в собственности Газпрома.
Санаторий «Победа»
Построен к 40-летию победы в Великой Отечественной войне. С начала 2000-х годов присоединил водолечебницу.
Собственник — частная компания.
Центральная курортная поликлиника
Обслуживает отдыхающих
Входит в состав санатория Победа
Мойнаки
Оказывает услуги по грязелечению.
Собственник — частная компания. Снесен, в 2024 году на его территории возводится Федеральный детский реабилитационный центр.
Водолечебница
В 1994 вошла в состав санатория Победа
НИИ детской курортологии, физиотерапии и медицинской реабилитации
Решением коллегии Государственного комитета СССР по науке и технике от 27 декабря 1977 года и последующим приказом Минздрава СССР от 14 августа 1978 года в Евпатории был организован филиал Центрального Ордена Трудового Красного Знамени МЗ СССР (г. Москва) НИИ детской курортологии и физиотерапии на базе санаториев «Юбилейный», «Искра», «Здравница», «Южный». с 1991 по 2015 находился в ведении Минздрава Украины. С 2015 года в ведении Минздрава Крыма. Структурные подразделения располагаются на базах санаториев МЗ РК, с которыми заключены договора о совместной научно-практической деятельности: «Искра», «Здравница», «Орлёнок», «Смена», «Радуга», «Юбилейный», им. Н. К. Крупской, «Родина», «Морской», «Лучезарный».
Санаторий «Буревестник»
Санаторий «Буревестник» представляет собой несколько жилых корпусов, которые все вместе могут вместить до 400 отдыхающих одновременно.
Собственник — МВД.
Санаторий «Дружба»
Санаторно-оздоровительный центр «Дружба» расположен рядом с Мойнакским озером. Санаторий «Дружба» ранее назывался санаторием «Днепр», который был построен 1958 г. В 80-х годах санаторий был реконструирован — открылись новые корпуса, лечебное отделение, детский сад и пионерский лагерь. Санаторий специализируется на лечении и оздоровлении всей семьи — взрослых и детей.
Собственник — РК.

## Acta Eupatorica
В Евпатории ежегодно проходят научно-практические чтения Acta Eupatorica.